# Radovedni Taček
Radovedni Taček je glavni junak treh del avtorice Eveline Umek. Ta dela so Radovedni Taček v galeriji, Radovedni Taček v gledališču in Slovar radovednega Tačka.

## O avtorici
Evelina Umek se je rodila  23. 3. 1939 v Trstu. Diplomo je naredila v Ljubljani na Filozofski fakulteti. Kasneje je pridobila status svobodne umetnice. V letih 1980−1984 je bila direktorica založbe Univerzum, potem pa do leta 1988 urednica pri DZS. Bila je tudi urednica na Televiziji Slovenija v Otroškem in mladinskem programu.
Napisala je veliko knjig za otroke, med njimi tudi Radovedni Taček v galeriji, Radovedni Taček v gledališču in Slovar radovednega Tačka. Knjige otrokom pomagajo pri razumevanju novosti, saj vsebujejo polknjižna besedila, ki govorijo o resničnih stvareh, knjižni junaki pa so izmišljeni. V knjigah so opisani pomembnejši ljudje, nove besede ter njihove razlage.

## O zgodbah

### Radovedni Taček v galeriji
V zgodbi nastopata Taček in Marko. Ker pada dež, se odpravita pospravljati podstrešje. Tam najdeta staro sliko, ki jo prodajata tudi na bolšjem trgu. Nekdo Marku svetuje, da bi moral dati sliko umetniku, da jo oceni. Tako oddideta s Tačkom do galerije. Marko gre v restavratorske delavnice, Taček pa si ogleduje umetnine. Marko ugotovi, da je njegova slika le polovica cele slike. Njegova prababica se je slikala s svojo sestro. Ker sta se ločili, sta sliko pretrgali in si izmenjali slike. Cela slika je nato visela na razstavi.

### Radovedni Taček ali Ta veseli dan v gledališču
Marko je igralec in igra v gledališču. Tačku razloži kakšna igra je to in da bo igral v Jurčičevem Desetemu bratu kot baron. Nato oddide k svojim soigralcem, da se bodo naučili besedila. Ker se je Taček dolgočasil, je odhitel do gledališča. Skril se je med kostume, vendar ga je garderober odkril. Hitro je pobegnil in se znašel na odru, kjer so odrski delavci postavljali sceno. Skril se je pod naslonjač, vendar so ga delavci našli, osvetljevalci pa so mislili, da se je začela predstava, zato so prižgali luči. Taček je naredil veliko zmešnjavo. Prihiteli so tudi gasilci in Taček si je želel, da bi se vdrl v tla. Tla so se res udrla in bil je vesel, da se mu je želja tako hitro izpolnila. Zlezel je iz jame in šepetalki razložil, da išče Marka. Marka, preoblečenega v barona, so nato prek zvočnika poklicali na oder. Ko ga je Taček prepoznal, je stekel k njemu na oder. Občinstvo je igralce nagradilo s ploskanjem in tudi Taček je bil zadovoljen. Kritik igre je mislil, da je bil del igre s Tačkom načrtovan in tako pohvalil režiserja za izvrstno domislico.
V knjigi je pojasnjeno tudi kako je nastalo gledališče, da poznamo tudi lutkovno gledališče in operno gledališče. Na koncu dela so napisane pomembnejše besede in njihova razlaga.

### Slovar radovednega Tačka
Taček in Marko se odločita, da bosta napisala svojo knjigo. Taček je hotel napisati zabaven, poučen, slikovit in zanimiv slovar. Marko mu je obljubil pomoč. Začela sta lepo po vrsti, po abecedi. Besede za slovar sestavljata medtem, ko se pogovarjata. Te besede so abeceda, beseda, cepetavček, čačke in čveki, dežnik, ekspedicija in tako dalje vse do črke ž, do žulja. Taček napiše v knjigo tudi kako se kakšnim besedam reče drugače, na primer avion-letalo, figa-smokva ... Napiše tudi kaj vse lahko kakšna beseda pomeni. Tako lahko lučka pomeni svetilko, sladoled ali pa deklico. Napiše tudi to, da strešica na črki besedam spremeni njihov pomen. Taki primeri so: cof-čof, čar-car in zemlja-žemlja. Na koncu doda še navodila za branje ter se z Markom poslovi od bralcev.

## Predstavitev lika
Psiček Taček je izjemno radoveden. S svojimi prikupnimi idejami nas spravlja v smeh, s svojo radovednostjo pa nas pouči o marsičem nam dotlej še nezananem. Tačku in njegovemu najboljšemu prijatelju ni nikoli dolgčas. Vedno najdeta zaposlitev in čas za raziskovanje. Taček na cesti ne vzbuja strahu pri ljudeh tako kakor drugi psi. Je zelo prikupen, še več, je pravi šaljivec. Največkrat nas spravi v smeh s svojim nerazumevanjem njemu povsem novih besed. Otroci se ob branju veliko naučijo. Taček se pojavlja skozi vso zgodbo, saj je najpomembnejši književni lik.

## Nagrade
- Knjige Radovednega Tačka so prejele nagrado ˝Besede brez meja˝ v Trentu leta 1997.

## Izdaje
- 1992 Slovar radovednega Tačka, Marketing 013 ZTP
- 1995 Radovedni Taček v gledališču, MK
- 1997 Radovedni Taček v galeriji, MK

## Televizijska oddaja
Radovedni Taček je bil kar 13 let - od leta 1987 do 2000 glavni lik tudi v seriji televizijskih izobraževalnih oddaj TV Slovenija. Posneli so 327 10-15-minutnih oddaj. To je bila nanizanka za otroke, katere glavna junaka sta bila Taček in Marko Okorn. Serija je skušala na zabaven in zanimiv način otrokom med četrtim in osmim letom starosti predstaviti nove pojme in poglobiti njihovo znanje. Vsaka oddaja je zasnovana kot zaokrožena celota, ki določeno besedo predstavi v vseh njenih pomenih. Tačka animira in igra Nace Simončič. Lutko je izdelal Mitja Ritmanič po osnutku Marjana Mančka, ki je prispeval tudi animirano špico za serijo, glasbo zanjo pa je napisal Lado Jakša.
Serija je v leta 1995 dobila Viktorja za najboljšo TV zabavno in razvedrilno oddajo, leta 1999 pa za najboljšo otroško ali mladinsko TV-oddajo.
Od leta 2012 v litijskem Kulturnem centru v spomin na Naceta Simončiča organizirajo TAČKOV FESTIVAL. Simončič je Tačku s svojo čudovito osebnostjo dal poseben pasje-človeški značaj, in se s tem priljubil številnim generacijam otrok.